# Todiramphus pyrrhopygius
Todiramphus pyrrhopygius là một loài chim trong họ Alcedinidae.